# Таймак
Таймак Гуэриэлло (англ. Taimak Guarriello) — американский мастер боевых искусств, актёр и каскадёр, наиболее известный под именем Таймак.

## Биография и карьера
Таймак родился 27 июня 1964 года в Лос-Анджелесе, Калифорния. С детства увлекался боевыми искусствами. Обучался Годзю-рю Вин-чунь, Бразильскому джиу-джитсу, джиу-джитсу, Хапкидо, Тхэквондо, Джиткундо. Затем учился у «Чёрного Дракона» Рона Ван Клифа.
В 1985 году 19-летний обладатель чёрного пояса по карате Таймак дебютировал в боевике Майка Шульца «Последний Дракон», где исполнил главную роль Лероя Грина (афроамериканца, увлекающегося боевыми искусствами). Фильм имел кассовый успех и собрал в американском прокате больше 25 миллионов долларов.
После «Последнего Дракона» Таймак появился во многих видеоклипах и телесериалах. В 1987 году он сыграл парня Джанет Джексон в её клипе на песню «Let’s Wait Awhile». В 1989 Таймак сыграл отрицательную роль Гарта Паркса в сериале ««Другой мир». В конце восьмидесятых работал фитнес-тренером Мадонны. Играл главную роль в пьесе «Cheaters», с которой совершил турне по Соединенным Штатам.
В 90-х Таймак снимается в трёх эпизодах популярного молодёжного сериала «Беверли-Хиллз, 90210» в роли бармена. В 1999 году Таймак появился в клипе рок-группы Bush — «The Chemicals Between Us».
В 1995 он был судьей на предварительных поединках ММА в UFC 6 и UFC 7.
В дополнение к своей актерской карьере, Таймак был управляющим тренажерного зала на восточной части Манхэттена в Нью-Йорке под названием «Fitness Concepts», который он открыл в 2002 году. Однако из-за нехватки времени он закрыл спортзал. В промежутке между работой в зале Таймак снял обучающие видеоролики по фитнесу на DVD (Taimak Find Inner Transformation).
В 2004 появился в клипе «Bloodworks» группы 36 Crazyfists. В 2007 году снимался в фильме «Книга мечей», где сыграл напарника главного героя.
В ноябре 2015 года, Таймак и Кэри-Хироюки Тагава стали лауреатами премии «Fists of Legends Legacy Award» на фестивале Urban Action & Expo Showcase.

## Фильмография
| Год       |   | Русское название            | Оригинальное название | Роль              |
| --------- | - | --------------------------- | --------------------- | ----------------- |
| 1985      | ф | Последний Дракон            | The Last Dragon       | Брюс / Лерой Грин |
| 1989      | с | Другой мир                  | A Different World     | Гарт Паркс        |
| 1996      | с | Дневники «Красной туфельки» | Red Shoe Diaries      | Зонер             |
| 1999—2000 | с | Беверли-Хиллз, 90210        | Beverly Hills 90210   | бармен            |
| 2004      | с | Третья смена                | Third Watch           | Спайдер           |
| 2007      | ф | Книга мечей                 | Book of Swords        | Лаки              |